# Talisia pilosula
Talisia pilosula är en kinesträdsväxtart som beskrevs av Paul Antoine Sagot. Talisia pilosula ingår i släktet Talisia och familjen kinesträdsväxter. Inga underarter finns listade i Catalogue of Life.